# Hemeroblemma gootenaria
Hemeroblemma gootenaria là một loài bướm đêm trong họ Erebidae.